# 일본국 헌법 제59조
일본국 헌법 제59조(일본어: 日本国憲法第59条)은 일본국 헌법 제4장 "국회"의 조문 중 하나이다. 법률안의 의결, 중의원의 우월에 대해 규정하고 있다.

## 조문
일본국 헌법 제59조
① 법률안은 이 헌법이 특별히 정하는 경우를 제외하고는 양 의원(議院)이 가결하였을 때 법률이 된다.
② 중의원에서 가결하고 참의원에서 이와 다른 의결을 한 법률안은, 중의원에서 출석 의원의 3분의 2 이상의 다수로 다시 가결했을 때는 법률이 된다.
③ 전항의 규정은 법률이 정하는 바에 의하여 중의원이 양 의원(議院)의 협의회를 열 것을 요구하는 것을 막을 수 없다.
④ 참의원이 중의원에서 가결한 법률안을 받은 뒤 국회 휴회 중의 기간을 제외하고 60일 이내에 의결하지 아니할 때는, 중의원은 참의원이 그 법률안을 부결하였다고 간주할 수 있다.

## 해설

### 제1항
이 경우 양 의원(議院)의 가결은 동일 회기 내에 이루어져야 한다. 예를 들어 중의원이 가결한 안건을 참의원이 회기를 넘겨 가결하는 경우에는 다시 중의원에서 동일 회기 내에 가결해야 안건이 최종 성립된다.

### 제2항
국회의 기본적 권능인 법률안의 의결에 관한 중의원의 우월성을 규정하고 있다. 여기서 중의원의 재의결은 참의원의 의결을 무시하는 형식이기 때문에 통상의 의결 정족수인 '출석 의원의 과반수'보다 높은 '출석 의원의 3분의 2 이상의 다수'라는 기준을 두고 있다.

### 제3항
중참 양원의 의결이 다를 경우에는 헌법에 근거하고 법률이 규정하는 '양원협의회'를 열 수 있으나, 법률안에 대한 양원협의회 개최는 중의원 측의 임의이며 참의원이 양원협의회 개최를 요구하더라도 중의원은 이를 거부할 수 있다.

### 제4항
중의원으로부터 송부(또는 회부)된 법안을 참의원이 무기한 의결하지 않고 지연시켜 회기 종료에 의해 법안이 폐기되는 등 제2항의 재의결을 방해하는 상황이 발생하는 것을 막기 위한 규정이며, 이를 '간주 부결'이라고 한다.